# Prestestranda
Prestestranda er en by med 1.217 indbyggere (1. jan 2007 SSB) og administrationscenter i Drangedal kommune i Vestfold og Telemark fylke i Norge. Lokalt bruges navnet Stranna. Byen opstod først efter da jernbanestationen blev lagt der, da Sørlandsbanen kom til bygden i 1927. Stedet, som ligger ved nordenden af søen Tokke, lå på præstegårdens grund, derav navnet.
59°5′49.44″N 9°3′49.08″Ø / 59.0970667°N 9.0636333°Ø